# North Kesteven
Pour les articles homonymes, voir Kesteven (homonymie).
Le North Kesteven est un district non-métropolitain du Lincolnshire, en Angleterre. Le conseil de district siège à Sleaford.
Comme son nom l'indique, il correspond à la moitié nord de l'ancienne région de Kesteven. Le North Kesteven est bordé par le West Lindsey et la ville de Lincoln au nord, l'East Lindsey au nord-est, le borough de Boston (en) à l'est, le South Holland au sud-est, le South Kesteven au sud, et le Nottinghamshire à l'ouest.

Blason du North Kesteven.

Le district est créé le 1er avril 1974, par le Local Government Act de 1972. Il est issu de la fusion du district urbain de Sleaford et des districts ruraux de East Kesteven et North Kesteven.

## Source
- (en) Cet article est partiellement ou en totalité issu de l’article de Wikipédia en anglais intitulé « North Kesteven » (voir la liste des auteurs).